# Tim Clark
Tim Clark, född 17 december 1975 i Durban i Sydafrika, är en sydafrikansk professionell golfspelare.
Clark började att spela golf då han var tre år gammal och gjorde sin första hole-in-one då han var åtta år gammal. Han studerade vid North Carolina State University USA där han hade en framgångsrik karriär på universitetet. Under den tiden vann han bland annat U.S. Amateur Public Links vilket kvalificerade honom för hans första tävling på PGA-touren, 1998 års Masters.
Han blev professionell senare under 1998 och spelade till en början på den amerikanska andratouren, Nike Tour, där han vann två tävlingar 2000 vilket gav honom medlemskap på PGA-touren 2001. Hans första år fick dock avbrytas redan efter tre tävlingar på grund av en handledsskada. Han gjorde comeback 2002 och hade fördel av en regel där han trots sin skada kunde behålla sitt medlemskap inför säsongen 2003.
Han har placerat sig högt i tävlingarna, bland annat tre topp treplaceringar i majors vilket har resulterat i höga placeringar på golfens världsranking. Han slutade på andra plats i 2006 års Masters och trea i 2003 års PGA Championship och 2005 års US Open.
Clark var medlem i det internationella laget i 2003 års Presidents Cup. 2005 nådde han en placering bland de 20 bästa på golfens världsranking för första gången.
I maj 2009 var Clark mycket nära att vinna sin första tävling på PGA-touren, på Crowne Plaza Invitational at Colonial. Hans andraplats här innebar hans trettiofemte topp tioplacering på touren, det högsta antalet av alla nuvarande PGA Tour-spelare utan seger. 

## Meriter

### Segrar på Nationwide Tour
- 2000 Fort Smith Classic, Boise Open

### Segrar på Europatouren
- 2002 Bell's South African Open
- 2005 South African Airways Open, Barclays Scottish Open